# 麦考密克工程与应用科学学院
罗伯特·麦考密克工程与应用科学学院（英語：Robert R. McCormick School of Engineering and Applied Science，简称： McCormick School of Engineering（McCormick））成立于1909年，是西北大学下设的十二所学院之一。大多数工程类课程都在1942年落成的技术学院大楼教授，学生通常将其称为“技术楼”（Tech）。 2005年10月，学院下属的新建筑福特汽车公司工程设计中心投入使用。

## 历史
1873年6月，西北大学的理事们成立西北大学工程学院，但奥利弗·马西（Oliver Marcy）校长在1876-77年的报告中宣布，新学院因缺乏资金发展师资和设施而失败。
1891年，亨利·韦德·罗杰斯（Henry Wade Rogers）校长呼吁成立一个新的工程学院，他指出，一般的大学“没有进行必要的工作，准备人们面对现代生活中的各种活动，而这些活动与他们的父辈半个世纪前的生活截然不同”。在1909年这个想法变为了现实，西北大学在其斯威夫特楼开设了新的工程学院。组织架构上来说，工程学院在20世纪20年代中期之前一直是文理学院的一个部门。主要强调广泛的通識教育，特别强调数学和科学。1937年，工程学院与美国工程师专业发展委员会（ECPD）发生了矛盾，该委员会拒绝认证该学院。作为回应，工程学院开始执行符合ECPD要求的四年制课程。
1939年，富有的铁路设备发明家沃尔特·帕顿·墨菲（Walter Patton Murphy）（1873–1942）向工程学院捐赠了673.5万美元。 墨菲希望该研究所提供“合作”教育，从而将学术课程和工业环境中的实际应用紧密结合在一起。 1942年，西北大学又从墨菲的遗产中得到了2800万美元的遗赠，以建设一所“首屈一指”的工程学院。通用汽车公司前研究主管查尔斯·凯特林和辛辛那提大学工程学院院长赫尔曼·施耐德（Herman Schneider）在1930年代后期设计了一项合作教育计划。该计划要求本科生在大学期间的几个学期里，在课堂之外的技术岗位上工作。

### 校园

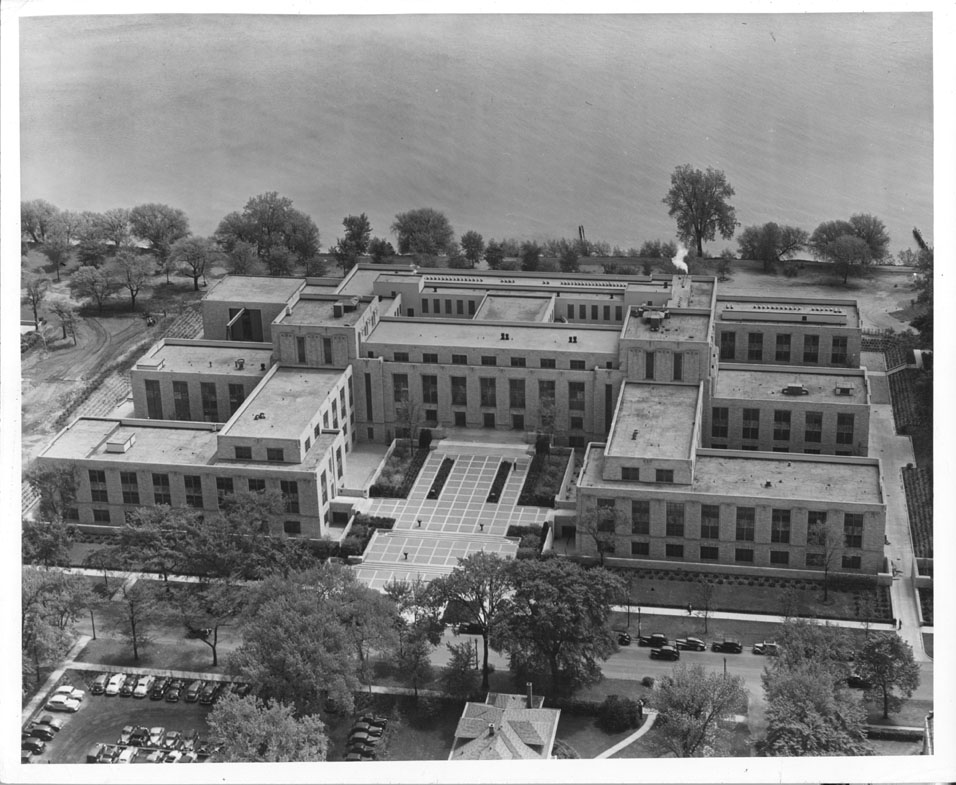
1942年的技术学院大楼

大部分工程类课程都在西北大学技术学院大楼里进行，学生们称其为“技术楼”（Tech）。大楼于1940年4月1日破土动工，1942年6月15-16日落成。大楼设计成两个字母E的形状，背靠背放置，由中央结构连接。原有的六个部门分别使用了其中的一翼。建成后，它成为了西北大学埃文斯顿校区最大的建筑。

## 课程
截至2010年，学院有180名教职员工，1450名本科学生。
1996年，西北大学推出了一个名为 "工程设计与交流"（EDC）的工程专业，这是所有工程专业本科生的必修课。EDC由两个季度的课程组成，主要讨论工程学科内的设计和交流。每个EDC班有16名学生，由麦考密克工程与应用科学学院的一名教授和温伯格文理学院写作项目的一名教授团队授课。EDC班通常与芝加哥康复研究所或其他当地非营利组织合作。从2012-2013学年开始，EDC课程更名为 "设计思维与交流"，简称DTC。
1996年，西北大学启动了一个名为“工程设计与传播”（EDC）的课程，其成为了该学院本科生的必修课。 EDC由两个季度的课程组成，这些课程侧重于工程学科内的设计和传播。每个EDC课由16名学生组成，由麦考密克工程与应用科学学院的一位教授和温伯格文理学院写作计划的一位教授一起组成进行团队教授。EDC课程通常与芝加哥康复学院或其他当地非营利组织合作。 从2012-2013学年开始，EDC课程更名为“设计思维与交流”课程（DTC）。 
工程分析课程也是所有工科本科生的必修课，包括四个季度的课程。这些课程为西北大学的工程课程提供了基础，并教授线性代数、静力学和動力學、系统动力学和微分方程。此外，学生还可以熟悉计算机编程语言MATLAB。
研究生课程包括MMM，一个由凱洛格管理學院提供的工商管理碩士（MBA）和麦考密克提供的设计创新科学硕士（MSDI）的联合学位课程。历史上，麦考密克为MMM毕业生提供工程管理学硕士。

### 实习合作（Co-op）计划
西北大学提供沃尔特·墨菲（Walter P. Murphy）建教合作项目。学生在一家公司进行带薪实习，实习时间为3-6个学季，分布在学生的本科生涯中，包括一个至少连续两个学季的实习。在参加合作项目期间，学生保持全日制学生身份。

## 衍生阅读
- 生物医学工程 （页面存档备份，存于）
- 化学与生物工程 （页面存档备份，存于）
- 土木与环境工程
- 电机工程与计算机科学 （页面存档备份，存于）
- 工程科学与应用数学 （页面存档备份，存于）
- 工业工程与管理科学 （页面存档备份，存于）
- 材料科学与工程 （页面存档备份，存于）
- 机械工业 （页面存档备份，存于）